# Глобално село
Термин глобално село везује се за канадског социолога кулутуре Маршала Маклуана (1911-1980). Маклуанове студије односе се на ефекте масовних медија на квалитет друштвене комуникације. Године 1969. објавио је студију: „Рат и мир у глобалном селу“. Уопштено говорећи, Маклуан се сматра визионаром који је антиципирао наше време, које је донело велики напредак у комуникацији. Према Маклуановим опсервацијама, развој друштва иде у правцу стварања светског глобалног села. Под глобалним селом је подразумевао непосредан вид комуникације, који није ограничен забранама, за разлику од градске средине, где је људска комуникација слабије изражена, због дубоких разлика у подели рада градског становништва, разлика у социјалном статусу и др. Квин је град дефинисао као насеље у којем се људи међусобно не познају. 
Велики напредак остварен у средствима комуникација, започет проналаском оптичког кабла (1961), резултовао је појавом Интернета, глобалне компјутерске мреже (средина деведесетих). Интернет се реализује кроз бројне сервисе. Међу популарнијим сервисима јесу сервиси који омогућују људима да комуницирају у реалном времену са непознатим особама, који живе у далеким регионима и припадају другим културама. Сакривени иза монитора, учесници у разговору у прилици су да сакрију бројне потенцијалне недостатке: старосну доб, расу, социјално порекло и физички изглед. У томе је драж електронске комуникације. Чет сервиси и, шире, Интернет, јесу остварења Маклуанове визије о свету као глобалном селу. 
Уопште, напредак у области носилаца информације и ниске цене телекомуникационих услуга, резултовао је губљењем временске празнине у комуникацији на даљину (Гиденс), која је у прошлости постојала. Празнину је чинило време потребно да информација стигне до примаоца као и време да прималац пошаље пошиљаоцу одговор. У нашем времену комуникација на даљину одвија се тренутно - телефоном, Интернетом, Voip уређајима, и сл. 
Напредак у области телекомуникација, који је резултовао са фантастичним падом цена њихових услуга, интензивира људске мреже и врши даљу компресију света „од нивоа мало до нивоа сићушно“ (Г. Харвеј).